# Paraschizognathus brittoni
Paraschizognathus brittoni är en skalbaggsart som beskrevs av Phillip B. Carne 1974. Paraschizognathus brittoni ingår i släktet Paraschizognathus och familjen Rutelidae. Inga underarter finns listade i Catalogue of Life.